# Hypoctonus birmanicus
Hypoctonus birmanicus är en spindeldjursart som beskrevs av Hirst 1911. Hypoctonus birmanicus ingår i släktet Hypoctonus och familjen Thelyphonidae. Inga underarter finns listade i Catalogue of Life.